# مجلس المستشارين الكوري الجنوبي
مجلس المستشارين (الهانغول الكوري: 참의원، هانجا: 參議院) كان المجلس الأعلى للجمعية الوطنية لجمهورية كوريا خلال جمهوريتها الثانية. تأسس مجلس الشيوخ بموجب دستور جمهورية كوريا الثانية، الذي أنشأ هيئةً تشريعية من مجلسين.

## رئيس مجلس المستشارين في كوريا الجنوبية
| اسم           | دخل المكتب   | ترك المكتب   |
| ------------- | ------------ | ------------ |
| بايك ناك تشون | 8 أغسطس 1960 | 16 مايو 1961 |